# Selina Cerci
Selina Cerci (* 31. Mai 2000 in Kiel) ist eine deutsche Fußballspielerin. Sie steht bei der TSG Hoffenheim unter Vertrag und ist seit 2022 A-Nationalspielerin.

## Karriere

### Vereine
Cerci begann mit dem Fußballspielen beim SV Friedrichsort und wechselte als 14-Jährige in die B-Jugendmannschaft von Holstein Kiel. Im Januar 2016 schloss sie sich dem Magdeburger FFC an und besuchte das Magdeburger Sportinternat. Sie absolvierte in der Rückrunde der Saison 2016/17 15 Spiele in der Staffel Nordost der B-Juniorinnen-Bundesliga und erzielte dabei 23 Tore.
Zum FC Bayern München gewechselt, bestritt sie als Amateurin für dessen zweite Frauenmannschaft in der Saison 2017/18 alle Punktspiele in der seinerzeit zweigleisigen 2. Bundesliga und schloss die Gruppe Süd mit ihrer Mannschaft als Zweitplatzierter – zwei Punkte hinter der TSG 1899 Hoffenheim II ab. Ihr Debüt im Seniorenbereich gab sie am 3. September 2017 (1. Spieltag) beim 1:0-Heimsieg gegen den Neuling SG 99 Andernach. Ihr erstes von 14 Toren erzielte sie bereits am 2. Spieltag beim 2:0-Auswärtssieg gegen den SC Freiburg II.
Nachdem sie zur Saison 2018/19 von Werder Bremen einen Profivertrag erhalten hatte, gab sie ihr Bundesligadebüt am 25. November 2018 (9. Spieltag) bei der 1:4-Auswärtsniederlage gegen den FC Bayern München. In ihren 13 Punktspielen für Bremen erzielte sie fünf Tore, wobei ihr am 9. Dezember 2018 (12. Spieltag) beim 5:0-Heimsieg gegen Borussia Mönchengladbach in der 53. Minute zum 2:0 und in der 89. Minute zum Endstand gleich zwei Tore gelangen. Den Abstieg in die nunmehr eingleisige 2. Bundesliga konnte ihre Mannschaft jedoch nicht verhindern.
Zur Saison 2020/21 wurde sie vom Bundesligisten 1. FFC Turbine Potsdam verpflichtet. Mit acht Treffern war sie in dieser Spielzeit die erfolgreichste Torjägerin ihres Teams. In der Folgesaison führte sie die Torschützenliste der Frauen-Bundesliga mit 13 Treffern an, als sie am 15. Spieltag eine Verletzung des vorderen Kreuzbandes erlitt. Bis zum Saisonende konnte sie kein Spiel mehr absolvieren und wurde so in der Torjägerinnenliste noch von Lea Schüller überholt, welche in 22 Spielen 16 Tore erzielen konnte.
Ende Juni 2022 wurde ihr Wechsel zum Ligakonkurrenten 1. FC Köln zur Folgesaison bekanntgegeben. Im Juli 2023 zog sie sich abermals eine Knieverletzung zu, die sie erneut zu einer mehrmonatigen Pause zwang; erst im März 2024 konnte sie wieder für die Kölnerinnen auflaufen.
Am 16. Mai 2024 wurde ihr Wechsel zur TSG 1899 Hoffenheim zur Saison 2024/25 bekanntgegeben; sie erhielt einen bis zum 30. Juni 2026 datierten Vertrag. In der Saison 2024/25 holte sie mit 16 Toren zusammen mit Lineth Beerensteyn die Torjägerkanone in der Frauen-Bundesliga.

### Länder- und Regionalauswahlen
Selina Cerci durchlief während ihrer Jugendzeit die U-18-Auswahlen der Landesverbände von Schleswig-Holstein, Sachsen-Anhalt und Bayern. Insgesamt kam sie dabei auf 12 Einsätze, in denen sie vier Tore erzielte.

### Nationalmannschaft
Am 8. Februar 2022 wurde Cerci erstmals für die A-Nationalmannschaft nominiert. Ihr Debüt hatte sie am 17. Februar 2022 in Middlesbrough im Auftaktspiel des Vier-Nationen-Turniers um den erstmals ausgetragenen Arnold Clark Cup; beim 1:1 gegen die Nationalmannschaft Spaniens wurde sie in der 78. Minute für Jule Brand eingewechselt. Aufgrund ihrer Kreuzbandverletzung verpasste sie die Europameisterschaft 2022. Ihr erstes Länderspieltor erzielte sie am 28. Oktober 2024 in Duisburg bei der 1:2-Niederlage im Freundschaftsspiel gegen Australien mit dem 1:0 in der fünften Minute. Am 8. April 2025 erzielte sie ihren ersten Dreierpack beim 6:1-Sieg über Schottland mit den Treffern zum 1:1, 2:1 sowie zum 6:1 Endstand.
Bundestrainer Christian Wück berief sie zwei Monate später in den Kader für die Fußball-Europameisterschaft der Frauen 2025 und wechselte sie in zwei Gruppenspielen und den beiden Finalrundenspielen der deutschen Mannschaft ein, zuletzt im gegen Weltmeister Spanien verlorenen Halbfinale.

### Erfolge
- Meisterin 2. Bundesliga: 2020 (mit Werder Bremen)
- Meisterin 2. Season Baller League (mit Las Ligas Ladies, als Trainerin)
- Torschützenkönigin der Frauen-Bundesliga: 2024/25 (16 Tore für TSG 1899 Hoffenheim)

## Sonstiges
Cerci hat einen Bruder und eine Stiefschwester. Cercis türkischer Vater war Fußballspieler in Amateurligen. Ihr deutscher Stiefvater managte sie als Amateurspielerin.  An Cerci waren auch die Nationalmannschaften der Türkei und Aserbaidschans interessiert.
Im Jahr 2024 nahm Cerci als Managerin des Teams Las Ligas Ladies an der Baller League teil. In der ersten Spielzeit erreichte ihr Team, das sie gemeinsam mit Jule Brand betreute, das Halbfinale. In der zweiten Spielzeit – nun mit Ana Maria Marković als Co-Managerin – setzte sich ihre Mannschaft gegen die Gönrgy Allstars als Sieger durch.